# Castel d'Ario
Castel d'Ario is een gemeente in de Italiaanse provincie Mantua (regio Lombardije) en telt 4433 inwoners (31-12-2004). De oppervlakte bedraagt 22,4 km², de bevolkingsdichtheid is 192 inwoners per km². Castel d'Ario is ook de geboorteplaats van Tazio Nuvolari, een van de bekendste Italiaanse coureurs. Nog altijd wordt er in september vanuit Mantova een rally verreden met de naam Gran Premio Nuvolari.

## Demografie
Castel d'Ario telt ongeveer 1766 huishoudens. Het aantal inwoners steeg in de periode 1991-2001 met 7,7% volgens cijfers uit de tienjaarlijkse volkstellingen van ISTAT.
| Jaar | Inwoneraantal |
| ---- | ------------- |
| 1991 | 3929          |
| 2001 | 4231          |

## Geografie
Castel d'Ario grenst aan de volgende gemeenten: Bigarello, Roncoferraro, Sorgà (VR), Villimpenta.